# Pons z Trypolisu
Pons z Trypolisu (ur. 1098, zm. 1137) – hrabia Trypolisu w latach 1112–1137.
Był synem Bertranda z Tuluzy, hrabiego Trypolisu i Heleny (Helie) Burgundzkiej. Poślubił Cecylię, córkę Filipa I, króla Francji, wdowę po mentorze Ponsa - Tankredzie, regencie Antiochii. Para miała troje dzieci:
- Rajmunda II z Trypolisu,
- Filipa (1126–1142),
- Agnieszkę (zm. przed marcem 1183), żonę Renaud II, pana Marqab.

Małżeństwo Ponsa pomogło mu w pojednaniu ze sobą krzyżowców: Normanów i Prowansalczyków, skłóconych od czasu oblegania Antiochii. 
W 1118 sprzymierzył się z Baldwinem II, nowym królem Jerozolimy. W 1119 razem z Baldwinem II pomaszerował na północ na pomoc Rogerowi z Salerno zaatakowanemu przez Ilghaziego. Roger jednak postanowił nie czekać na posiłki i jego armia została pokonana w bitwie na Krwawym Polu, a Baldwin II trafił do niewoli.
W 1124 Baldwin II został uwolniony, a Pons wspomógł go podczas odbijania Tyru, jednego z ostatnich miast przygranicznych, które znajdowały się w rękach muzułmanów. W 1125 uczestniczył w zwycięskiej bitwie pod Azaz. W 1131 Pons popadł w konflikt z nowym królem Jerozolimy - Fulkiem Andegaweńskim i został pokonany w bitwie pod Rugią. W 1137 Trypolis został napadnięty przez wojska sułtana Damaszku i w czasie bitwy Pons trafił do niewoli i został zabity. 